# نيسفاتين
النيسفاتين -1 هو إنتاج نيروا بيبتيد في منطقة ما تحت المهاد للثدييات، وتشارك في تنظيم الجوع وتخزين الدهون. زيادة النيسفاتين-1 في تحت المهاد يؤدى إلى تقليل الجوع – الشعور باللأمتلاء – وفقدان محتمل لدهون الجسم والوزن. وقد أجريت دراسة للتأثيرات الأيضية على الجرذان الذين يتناولون نيسفاتين-1 أقل، فأستخدموا الدهون المخزنة لديهم وأصبحوا أكثر نشاطًا. النيسفاتين-1 يمكن له التثبيط المستحث للتغذية من خلال تثبيط الخلايا العصبية الأورجينية بالإضافة إلى ذلك حفز البروتين لإفراز الأنسولين من خلايا بيتا البنكرياسية لكل من الجرذان والفئران.

## الكيمياء الحيوية
نيسفاتين -1 عبارة عن عديد ببتيد مشفر في منطقة الطرف الأميني- النَّهايَةُ الأمينِيَّةُ للسِّلْسِلَةِ العَديدَةِ البِبْتيد - لبروتين نوكليوبندين 2 (NUCB2). في الإنسان المؤتلف النيسفاتين -1 عبارة عن بروتين 9.7 كيلو دالتون يحتوي على 82 بقايا أمينية ، يُعبر عن نيسفاتين -1 في منطقة ما تحت المهاد، ومناطق أخرى من الدماغ، وفي الجزر البنكرياسية، وخلايا الغدد الصماء المعوية والخلايا الشحمية.

## التشبع
يُعبر عن النيسفاتين/نوكليوبندين  في النواة تحت المهادنة المسيطرة على الشهية مثل النواة الوطائية المجاورة للبطين، النواة المقوسة (ARC)، النواة فوق البصرية (SON) من الوطاء، منطقة تحت المهاد الجانبي (LHA)، في المنطقة الوالجة في الجرذان، عُثر أيضًا على نيسفاتين -1 مناعى نشط في النواه الدماغية مثل نواة الجهاز الانفرادي (NTS) والنواة الظهرية للعصب المبهم.

## الدماغ
يمكن للنسفاتين-1 عبور الحاجز الدموى الدماغى دون تشبع، توجد المستقبلات داخل الدماغ في منطقة ما تحت المهاد والنواة الانفرادية، حيث يعتقد أن نيسفاتين -1 يُنتج عن طريق المستقبلات النشطة للناقلة البيروكسية (PPARs)، يبدو أن هناك علاقة بين المستقبلات نيسفاتين -1 و كانابينُويد - مركب شبيه بالكانابيديول -. نيسفاتين -1 يمكن له تثبيط التغذية عن طريق  تثبيط الخلايا العصبية (NPY)، بُلغ عن أن النسفاتين -1 أنه شُكل بسبب المجاعة وإعادة التغذية في النواة الجانبية البطينية والنواة الفوق بنفسجية في المخ.
يؤثر نيسفاتين -1 على استثارة نسبة كبيرة من المجموعات السكانية الفرعية المختلفة من العصبونات الموجودة في (PVN) وأفيد أيضا أن الخلايا العصبية الأوكسيتوسين تُنشط أثناء التغذية، ويزيد التسريب (ICV) لمضاد الأوكسيتوسين من تناول الطعام، مما يشير إلى الدور المحتمل للأوكسيتوسين في تنظيم سلوك التغذية. بالإضافة إلى ذلك، يقترح أن الخلايا العصبية نسفاتين -1 منشط التغذية في(PVN) وSON يمكن أن تلعب دورًا هامًا في تنظيم سلوك التغذية بعد الأكل واستتباب الطاقة.
توجد الخلايا العصبية المناعية للنسفاتين -1 في النواة المقوسة (ARC). تُنشط الخلايا العصبية نازفاتين 1 في (ARC) عن طريق الحقن في وقت واحد من جريلين وديساسيل جريلين، نيسفاتين -1 قد تكون متورطة في تثبيط (ديساسيل جريلين) التي يسببها للتأثير على الشهية من جريلين تدار محيطيًا في الفئران التي تُغذى بحرية.  يُعبر عن نيسفاتين -1 مع هرمون تركيز الميلانين في الخلايا العصبية تحت المهاد. يمكن أن تلعب النيسفاتين -1 المعبر عنها في هرمون تركيز الميلانين دورًا معقدًا ليس فقط في تنظيم تناول الطعام، ولكن أيضًا في وظائف الدماغ التكاملية الأساسية الأخرى التي تتضمن إشارات هرمون تركيز الميلانين، والتي تتراوح من التنظيم الذاتي، الإجهاد، المزاج، الإدراك إلى النوم.